# 두미트루 퍼르카슈
두미트루 퍼르카슈(Dumitru Fărcaş, 1938년 5월 13일 ~ 2018년 8월 7일)는 루마니아인 타라고(taragot) 선수였다. 세계의 모든 주요 무대에서 연주했으며 타라고를 전 세계에 알렸다.
마라무레슈의 그로시 마을에서 태어났다. 그는 피리 (악기) 연주자 가족에서 자랐고 그의 형들은 클라리넷을 연주했다. 그는 클루지나포카의 게오르게 디마 음악 아카데미에서 오보에를 공부했다.
그는 1962년부터 "마르치쇼룰"(Mărşişorul) 오케스트라의 리더였으며 이 오케스트라로 많은 국내 및 국제 상을 수상했다.
퍼르카슈는 평양시뿐만 아니라 클루지나포카, 부쿠레슈티, 레시차, 바이아마레 도시의 명예 시민이 되었다.
2008년에 그는 게오르게 디마 음악 아카데미(Gheorghe Dima Music Academy)로부터 명예 박사 학위를 받았다.
2009년에 그는 타라고 웹사이트 "11fhMSE.com"의 명예 후원자가 되었다.
2018년 5월, 텔레비전으로 중계된 80번째 생일 축하 행사에서 퍼르카슈는 루마니아 대통령 클라우스 이오하니스로부터 기사 작위를 받았다. 그는 국가 충실한 봉사 훈장을 받았다. 그 결과, 두미트루는 2018년 8월 군의 명예를 안고 매장되었다.